# Amphoe Sawang Daen Din
Amphoe Sawang Daen Din (Thai อำเภอ สว่างแดนดิน) ist ein Landkreis (Amphoe – Verwaltungs-Distrikt) der Provinz Sakon Nakhon. Die Provinz Sakon Nakhon liegt in der Nordostregion von Thailand, dem so genannten Isan.

## Geographie
Amphoe Sawang Daen Din liegt im Westen der Provinz Sakon Nakhon und grenzt von Norden im Uhrzeigersinn gesehen an die Amphoe 
Charoen Sin, Wanon Niwat, Phang Khon, Waritchaphum und Song Dao in der Provinz Sakon Nakhon Province, sowie an die Amphoe Chai Wan, Nong Han, Thung Fon und  Ban Dung der Provinz Udon Thani.

## Geschichte
Amphoe Sawang Daen Din entstand aus dem ehemaligen Mueang Sawang Daen Din, das im Zuge der Thesaphiban-Verwaltungsreform um 1900 zu einer Amphoe gemacht wurde und Ban Han hieß. 1939 benannte man die Amphoe dann in den heutigen Namen um.

## Verwaltung

### Provinzverwaltung
Der Landkreis Sawang Daen Din ist in 16 Tambon („Unterbezirke“ oder „Gemeinden“) eingeteilt, die sich weiter in 189 Muban („Dörfer“) unterteilen.
| Nr. | Name            | Thai      | Muban | Einw.  |
| --- | --------------- | --------- | ----- | ------ |
| 1.  | Sawang Daen Din | สว่างแดนดิน | 27    | 30.097 |
| 3.  | Kham Sa-at      | คำสะอาด   | 14    | 10.852 |
| 4.  | Ban Tai         | บ้านต้าย    | 07    | 06.370 |
| 6.  | Bong Nuea       | บงเหนือ    | 12    | 10.689 |
| 7.  | Phon Sung       | โพนสูง     | 09    | 06.044 |
| 8.  | Khok Si         | โคกสี      | 14    | 11.337 |
| 10. | Nong Luang      | หนองหลวง  | 12    | 08.181 |
| 11. | Bong Tai        | บงใต้      | 15    | 09.984 |
| 12. | Kho Tai         | ค้อใต้      | 10    | 06.805 |
| 13. | Phan Na         | พันนา      | 12    | 06.898 |
| 14. | Waeng           | แวง       | 11    | 10.605 |
| 15. | Sai Mun         | ทรายมูล    | 08    | 07.042 |
| 16. | Tan Kon         | ตาลโกน    | 11    | 06.032 |
| 17. | Tan Noeng       | ตาลเนิ้ง    | 09    | 04.957 |
| 20. | That Thong      | ธาตุทอง    | 08    | 05.834 |
| 21. | Ban Thon        | บ้านถ่อน    | 10    | 08.210 |

Hinweis: Die fehlenden Nummern (Geocodes) waren Tambon zugeordnet, die heute zur Amphoe Charoen Sin gehören.

### Lokalverwaltung
Es gibt sieben Kommunen mit „Kleinstadt“-Status (Thesaban Tambon) im Landkreis:
- Ban Tai (Thai: เทศบาลตำบลบ้านต้าย), bestehend aus dem gesamten Tambon Ban Tai.
- Khok Si (Thai: เทศบาลตำบลโคกสี), bestehend aus dem gesamten Tambon Khok Si.
- Nong Luang (Thai: เทศบาลตำบลหนองหลวง), bestehend aus dem gesamten Tambon Nong Luang.
- Phan Na (Thai: เทศบาลตำบลพันนา), bestehend aus dem gesamten Tambon Phan Na.
- Don Khueang (Thai: เทศบาลตำบลดอนเขือง), bestehend aus Teilen des Tambon Waeng.
- Sawang Daen Din (Thai: เทศบาลตำบลสว่างแดนดิน), bestehend aus Teilen des Tambon Sawang Daen Din.
- Bong Tai (Thai: เทศบาลตำบลบงใต้), bestehend aus dem gesamten Tambon Bong Tai.

Außerdem gibt es elf „Tambon-Verwaltungsorganisationen“ (องค์การบริหารส่วนตำบล – Tambon Administrative Organizations, TAO):
- Sawang Daen Din (Thai: องค์การบริหารส่วนตำบลสว่างแดนดิน)
- Kham Sa-at (Thai: องค์การบริหารส่วนตำบลคำสะอาด)
- Bong Nuea (Thai: องค์การบริหารส่วนตำบลบงเหนือ)
- Phon Sung (Thai: องค์การบริหารส่วนตำบลโพนสูง)
- Kho Tai (Thai: องค์การบริหารส่วนตำบลค้อใต้)
- Waeng (Thai: องค์การบริหารส่วนตำบลแวง)
- Sai Mun (Thai: องค์การบริหารส่วนตำบลทรายมูล)
- Tan Kon (Thai: องค์การบริหารส่วนตำบลตาลโกน)
- Tan Noeng (Thai: องค์การบริหารส่วนตำบลตาลเนิ้ง)
- That Thong (Thai: องค์การบริหารส่วนตำบลธาตุทอง)
- Ban Thon (Thai: องค์การบริหารส่วนตำบลบ้านถ่อน)